# Banguir (Filingué)
Banguir (auch: Bangir) ist ein Dorf in der Stadtgemeinde Filingué in Niger.

## Geographie
Das Dorf liegt im Trockental Dallol Bosso. Es befindet sich rund sechs Kilometer nördlich des Stadtzentrums von Filingué, der Hauptstadt des gleichnamigen Departements Filingué, das zur Region Tillabéri gehört. Zu den ländlichen Siedlungen in der Umgebung von Banguir zählen Toukounous im Norden, Tidani im Nordosten und Fakaye im Osten.
Banguir besteht aus drei Ortsteilen, die jeweils von eigenen traditionellen Ortsvorstehern (chefs traditionnels) geleitet werden: Banguir Barébari (Banguir Béri Béri) im Norden, Banguir Bouzaye im Osten und Banguir Kourfaye (Banguir Kourfayawa) im Süden.
Es herrscht das Klima der Sahelzone vor, mit einer durchschnittlichen jährlichen Niederschlagsmenge zwischen 300 und 400 mm. Bei Banguir erstrecken sich zwei flache Teiche, die bereits Ende der 1990er Jahre von fortschreitender Versandung betroffen waren.

## Geschichte
Das Dorf Banguir wurde 1927 gegründet.

## Bevölkerung
Bei der Volkszählung 2012 hatte Banguir 1307 Einwohner, die in 175 Haushalten lebten. Bei der Volkszählung 2001 betrug die Einwohnerzahl 636 in 84 Haushalten und bei der Volkszählung 1988 belief sich die Einwohnerzahl auf 445 in 66 Haushalten.

## Wirtschaft und Infrastruktur
In Banguir Barébari und Banguir Kourfoye gibt es Schulen.